# Богдан (Бойко)
Митрофорний протоієрей Богдан (Бойко) (в миру — Бойко Богдан Євгенович, нар. 3 вересня 1962 року, м. Буськ, Львівська область) — настоятель Свято-Михайлівського кафедрального собору Житомира, кандидат історичних наук з релігієзнавства, почесний громадянин міста Житомир, кавалер орденів «За заслуги» II та III ступенів.

## Життєпис
Народився в сім'ї робітників. У 1979 році закінчив Буську середню школу № 2, після чого вступив до одного з львівських технічних училищ, на фах радіомонтажника. Після закінчення училища працював різноробочим у Буську.
У 1981—83 роках проходив армійську службу, у повітрянодесантних військах, здійснив 42 стрибки з парашутом. Після служби, у 1983 році, вступив до Львівського політехнічного інституту, котрий закінчив 1988 року, здобувши фах інженера-будівельника автомобільних шляхів, за яким працював до 1990 року.
З 1990 року служив паламарем у Смоленську, у березні 1991 року рукопокладений в сан диякона, за місяць — у сан священника, після чого, 21 квітня 1991 року, направлений до Житомира, настоятелем громади Свято-Михайлівської церкви. В Житомирі, у 1993 році, заснував Духовну дитячу недільну школу.
У 1994—98 роках заочно навчався у Волинській духовній семінарії, у 2000—2004 роках — на православному відділі Християнської теологічної академії у Варшаві.
У 2007 році здобув ступінь магістра богослов'я, закінчивши навчання в магістратурі «Острозької академії», у 2009 році — захистив кандидатську дисертацію та отримав ступінь кандидата історичних наук з релігієзнавства, завершивши трирічне навчання в аспірантурі Інституту філософії НАН України.
Одружений, має двох дітей. Капелан Національної гвардії України в місті Житомирі.

## Нагороди
- Всеукраїнська премія імені Івана Огієнка (митрополита Іларіона), 2 лютого 1995 року;
- Орден Святого Архистратига Михаїла, 15 листопада 2006 року;
- Орден святого Юрія Переможця, 24 квітня 2008 року[1];
- Орден «За заслуги» III ступеня, 22 липня 2008 року[4];
- Подяка Президента України, 11 вересня 2009 року;
- Відзнака Президента України «Ювілейна медаль — 25 років Незалежності України», 19 серпня 2016 року;
- Орден Житомирської міської ради «За заслуги III ступеня», 18 листопада 2016 року;
- Звання «Почесний громадянин міста Житомир», 29 серпня 2017 року[5];
- Орден «За заслуги» II ступеня, 22 липня 2008 року[6].